# Record de Tunisie du décathlon
Le record de Tunisie du décathlon est actuellement détenu par Hamdi Dhouibi avec 8 023 points.

## Hommes
| Athlète       | Performance | Club                    | Lieu     | Date              |
| Hamdi Dhouibi | 8 023 points (10 s 67 ; 7,43 m; 12,85 m ; 1,94 m ; 47 s 4 ; 14 s 56 ; 41,17 m ; 4,80 m ; 52,83 m ; 4 min 31 s 24) | Athletic Club de Nabeul | Helsinki | 9 et 10 août 2005 |